# Arona (Gerichtsbezirk)
Der Gerichtsbezirk Arona ist einer der zwölf Gerichtsbezirke in der Provinz Santa Cruz de Tenerife.
Der Bezirk umfasst 4 Gemeinden auf einer Fläche von 383,38 km² mit dem Hauptquartier in Arona.

## Gemeinden
| Gemeinde             | Einwohner (2024) | Fläche km² | Dichte Einw./km² | Cod INE | Postleitzahl                                                               |
| -------------------- | ---------------- | ---------- | ---------------- | ------- | -------------------------------------------------------------------------- |
| Adeje                | 50.549           | 105,95     | 477              | 38001   | 38615, 38660, 38670, 38677–38679                                           |
| Arona                | 86.624           | 81,79      | 1.059            | 38006   | 38626, 38627, 38630–38632, 38639, 38640, 38649, 38650, 38652, 38660, 38631 |
| Guía de Isora        | 22.642           | 143,43     | 158              | 38019   | 38680, 38685–38689                                                         |
| Santiago del Teide   | 12.373           | 52,21      | 237              | 38040   | 38683, 38684, 38690                                                        |
| Gerichtsbezirk Arona | 172.188          | 383,38     | 449              | –       | –                                                                          |